# Luc Pillot
Pour les articles homonymes, voir Pillot.
Luc Pillot, né le 10 juillet 1959 à Bar-sur-Seine, est un skipper français.
Il participe à différentes courses de voile, et a obtenu ses meilleurs résultats en classe 470. Il est champion olympique dans cette discipline aux Jeux olympiques d'été de 1988.

## Palmarès

### Jeux olympiques
- Médaille d'or aux Jeux olympiques d'été de 1988 à Séoul en 470 avec Thierry Péponnet.
- Médaille de bronze aux Jeux olympiques d'été de 1984 à Los Angeles en 470 avec Thierry Péponnet.

### Championnats du monde
- Champion du monde de 470en 1986
- Vice-champion du monde de 470 en 1985
- Vice-champion du monde de Match Racing en 1994

### Championnats d'Europe
- 3e championnat d'Europe de 470 en 1982 et 1983
- Champion d’Europe de 470 en 1986 et 1988
- Vice-champion d'Europe de 470 en 1987
- Champion d’Europe de "Match Racing" en 1999

### Autres
- Vainqueur du Tour de France à la voile en 1998
- Champion de France de "Match racing" en 1994, 1997 et 1998
- 2e au classement mondial de Match Racing en 2001
- Création de la Legris Industries Sailing Team en 2005
- Responsable du sport de haut niveau à l'Université de Nantes
- Professeur de Voile des L2 STAPS à Nantes
- Président du club nautique « APCC Voile Sportive », club de la Métropole Nantes Saint-Nazaire, depuis 2014
- Professeur de Emmie Chauveau

### Coupe de l'America
Skipper du Défi français à Auckland en 2002 - 2003